# Boussac-Bourg
 Boussac-Bourg  es una localidad y comuna de Francia, en la región de Lemosín, departamento de Creuse, en el distrito de Guéret y cantón de Boussac.
Su población en el censo de 1999 era de 788 habitantes. Forma parte de la aglomeración urbana de Boussac.
Está integrada en la Communauté de communes du Pays de Boussac.

## Demografía
| 844 | 887 | 882 | 892 | 899 | 788 |
| Para los censos de 1962 a 1999 la población legal corresponde a la población sin duplicidades (Fuente: INSEE [Consultar]) |     |     |     |     |     |